# Nowawieś Pałucka
Nowawieś Pałucka (do 1 stycznia 2007 Nowa Wieś Pałucka) – wieś w Polsce położona w województwie kujawsko-pomorskim, w powiecie żnińskim, w gminie Gąsawa.
W czasie zaboru oraz okupacji niemieckiej wieś nazywała się Eitelsdorf. W latach 1975–1998 miejscowość administracyjnie należała do województwa bydgoskiego. Według Narodowego Spisu Powszechnego (III 2011 r.) liczyła 202 mieszkańców. Jest ósmą co do wielkości miejscowością gminy Gąsawa.